# Acanthiulus murrayi
Acanthiulus murrayi är en mångfotingart som beskrevs av Pocock 1893. Acanthiulus murrayi ingår i släktet Acanthiulus och familjen Trigoniulidae. Inga underarter finns listade i Catalogue of Life.